# Давид ди Донателло 2017
62-я церемония вручения наград премии «Давид ди Донателло» проводилось 27 марта 2017 года.

## Победители и номинанты
Победители выделены жирным шрифтом.

### Лучший фильм
- Как чокнутые, режиссёр Паоло Вирдзи
- Приятных снов, режиссёр Марко Беллоккьо
- Цветок, режиссёр Клаудио Джованнези
- Неделимые, режиссёр Эдоардо Де Анджелис
- Быстрая, как ветер, режиссёр Маттео Ровере

### Лучшая режиссура
- Паоло Вирдзи — Как чокнутые
- Марко Беллоккьо — Приятных снов
- Клаудио Джованнези — Цветок
- Эдоардо Де Анджелис — Неделимые
- Маттео Ровере — Быстрая, как ветер

### Лучший дебют в режиссуре
- Марко Даниели — И целый мир между нами
- Фабио Гуальоне и Фабио Резинаро — Мина
- Мишель Ваннуччи — Il più grande sogno
- Marco Segato — La pelle dell’orso
- Лоренцо Корвино — WAX: We Are the X

### Лучший сценарий
- Никола Гуальяноне[итал.], Барбара Петронио, Эдоардо Де Анджелис — Неделимые
- Клаудио Джованнези, Филиппо Гравино, Антонелла Латтанци — Цветок
- Мишель Астори, Пьерфранческо Дилиберто, Марко Мартани — В битве за любовь
- Франческа Аркибуджи, Паоло Вирдзи — Как чокнутые
- Роберто Андо, Анджело Пасквини — Признание
- Филиппо Гравино, Франческа Маньери, Маттео Ровере — Быстрая, как ветер

### Лучший адаптированный сценарий
- Джанфранко Кабидду, Уго Кити, Сальваторе Де Мола — Ткань сновидений
- Фьорелла Инфашелли, Антонио Леотти — Это было летом
- Эдоардо Албинати, Марко Беллоккьо, Валиа Сантелла — Приятных снов
- Франческо Патьерно — Неаполь 44-го
- Франческа Марчано, Валиа Сантелла, Стефано Мордини — Чёрный Перикл
- Массимо Гаудиозо — Большая афера в маленьком городе

### Лучшему продюсеру
- Аттилио Де Рацца, Пьерпаоло Верга — Неделимые
- Кристиано Бортоне, Барт Ван Лангендонк, Питер Букарт, Минг Каи, Наташа Девиллер — Caffè
- Pupkin Production, IBC Movie с Rai Cinema — Цветок
- Марко Беларди — Как чокнутые
- Анджело Барбагалло — Признание
- Доменико Прокаччи — Быстрая, как ветер

### Лучшая женская роль
- Валерия Бруни-Тедески — Как чокнутые
- Дафне Скочча — Цветок
- Анджела Фонтана и Марианна Фонтана — Неделимые
- Микаэла Рамаццотти — Как чокнутые
- Матильда Де Анджелис — Быстрая, как ветер

### Лучшая мужская роль
- Стефано Аккорси — Быстрая, как ветер
- Валерио Мастандреа — Приятных снов
- Микеле Риондино — И целый мир между нами
- Серджо Рубини — Ткань сновидений
- Тони Сервилло — Признание

### Лучшая женская роль второго плана
- Антония Труппо — Неделимые
- Валентина Карнелутти — Как чокнутые
- Валерия Голино — Жизнь возможна
- Микела Ческон — Перо
- Роберта Маттеи — Быстрая, как ветер

### Лучшая мужская роль второго плана
- Валерио Мастандреа — Цветок
- Массимилиано Росси — Неделимые
- Эннио Фантастикини — Ткань сновидений
- Пьерфранческо Фавино — Признание
- Роберто Де Франческо — Последние вещи

### Лучшая операторская работа
- Микеле Д’Аттаназио — Быстрая, как ветер
- Даниеле Чипри — Приятных снов
- Ферран Паредес — Неделимые
- Владан Радович — Как чокнутые
- Маурицио Кальвези — Признание

### Лучшая музыка
- Энцо Авитабиле — Неделимые
- Карло Кривелли — Приятных снов
- Карло Вирдзи — Как чокнутые
- Франко Пьерсанти — Ткань сновидений
- Андреа Фарри — Быстрая, как ветер

### Лучшая песня
- Abbi pietà di noi (музыка и текст Энцо Авитабиле в исполнении Энцо Авитабиле, Анджелы и Марианны Фонтана) — Неделимые
- I Can See the Stars (музыка и текст Фабрицио Кампанелли в исполнении Леонардо Чекки, Элеоноры Гаджеро, Беатриче Вендрамин) — Come diventare grandi nonostante i genitori
- Летние дни (музыка Керубини, Кристиана Ригано и Риккардо Онори, текст Лоренцо Керубини и Васко Бронди, исполнение Йованотти) — Летние дни
- Po Popporoppò (музыка и текст Кардл Вирдзи, исполнение dai pazienti di Villa Biondi) — Как чокнутые
- Seventeen (музыка Андреа Фарри, текст Лары Мартелли, исполнение Матильды Де Анджелис) — Быстрая, как ветер

### Лучшая художественная постановка
- Тонино Дзера — Как чокнутые
- Марчелло Ди Карло — В битве за любовь
- Кармине Гуарино — Неделимые
- Марко Дентичи — Приятных снов
- Ливия Боргоньони — Ткань сновидений

### Лучший художник по костюмам
- Массимо Кантини Паррини — Неделимые
- Кристиана Риччери — В битве за любовь
- Катя Доттори — Как чокнутые
- Беатрис Джаннини, Элизабетта Антико — Ткань сновидений
- Кристина Лапарола — Быстрая, как ветер

### Лучший визаж
- Лука Маццокколи — Быстрая, как ветер
- Джино Таманьини — Приятных снов
- Маурицио Фаццини — В битве за любовь
- Валентина Яннуччили — Неделимые
- Эсме Шарони — Как чокнутые
- Сильвия Бельтрани — Ткань сновидений

### Лучший парикмахер
- Даниела Тартари — Как чокнутые
- Мауро Таманьини — Приятных снов
- Массимилиано Джело — В битве за любовь
- Винчецо Кормачи — Неделимые
- Алессио Помпеи — Быстрая, как ветер

### Лучший монтаж
- Джанни Веццози — Быстрая, как ветер
- Консуэло Катуччи — 7 минут
- Кьяра Грициотти — Неделимые
- Чечилия Дзанузо — Как чокнутые
- Алессио Дольоне — Ткань сновидений

### Лучший звук
- Анхело Бонанни, Диего Де Сантис, Мирко Перри, Мишель Маццуччо — Быстрая, как ветер
- Гаэтано Карито, Пьерпаоло Лоренцо, Лилио Розато, Роберто Каппанелли — Приятных снов
- Валентино Джанни, Фабио Конка, Омар Абузаид, Сандро Росси, Лилио Розато, Франческо Кучинелли — Неделимые
- Алессандро Бьянки, Лука Новелли, Даниела Бассани, Фабрицио Куадроли, Джанни Паллотто — Как чокнутые
- Филиппо Поркари, Федерика Рипани, Клаудио Спинелли, Марко Маринелли, Массимо Маринелли — Ткань сновидений

### Лучшие визуальные эффекты
- Artea Film & Rain Rebel Alliance International Network — Быстрая, как ветер
- Chromatica — В битве за любовь
- Makinarium — Неделимые
- Mercurio Domina, Far Forward, Fast Forward — Мина
- Canecane, Inlusion — Устика

### Лучший документальный фильм
- Больные до футбола: Самый сумасшедший чемпионат мира, режиссёр Вольфанго Де Биази
- 60 — Ieri, oggi, domani, режиссёр Джорджо Тревес
- Acqua e zucchero: Carlo Di Palma, i colori della vita, режиссёр Фариборз Камкари
- Liberami, режиссёр Федерика Ди Джакомо
- Magic Island, режиссёр Марко Амента

### Лучший короткометражный фильм
- A casa mia, режиссёр Мари Пиредда[3]
- Ego, режиссёр Лоренца Индовина
- Mostri, режиссёр Адриано Джотти
- Simposio suino in re minore, режиссёр Франческо Филиппини
- Viola, Franca, режиссёр Марта Савина

### Лучший европейский фильм
- Я, Дэниел Блейк, режиссёр Кен Лоуч
- Флоренс Фостер Дженкинс, режиссёр Стивен Фрирз
- Хульетта, режиссёр Педро Альмодовар
- Синг Стрит, режиссёр Джон Карни
- Трумэн, режиссёр Сеск Гай

### Лучший иностранный фильм
- Под покровом ночи, режиссёр Том Форд
- Капитан Фантастик, режиссёр Мэтт Росс
- Лев, режиссёр Гарт Дэвис
- Патерсон, режиссёр Джим Джармуш
- Чудо на Гудзоне, режиссёр Клинт Иствуд

### Premio David giovani
- В битве за любовь, режиссёр Пьерфранческо Дилиберто
- 7 минут, режиссёр Микеле Плачидо
- Летние дни, режиссёр Габриэле Муччино
- Как чокнутые, режиссёр Паоло Вирдзи
- Перо, режиссёр Роан Джонсон

### За жизненные достижения
- Роберто Бениньи

### 3 Future
- Il più grande sogno, режиссёр Мишель Ваннуччи
- Цветок, режиссёр Клаудио Джованнези
- Неделимые, режиссёр Эдоардо Де Анджелис
- Мина, режиссёры Фабио Гуальоне и Фабио Резинаро
- Быстрая, как ветер, режиссёр Маттео Ровере

## Статистика побед / номинаций*
- Неделимые 6/17
- Быстрая, как ветер 6/16
- Как чокнутые 5/17
- Ткань сновидений 1/9
- В битве за любовь 1/7
- Цветок 1/6
- И целый мир между нами 1/2 (новый режиссёр)
- Я, Дэниел Блэйк 1/1 (Фильмы Европейского Союза)
- Под покровом ночи 1/1 (иностранный фильм)
- Больные до футбола: Самый сумасшедший чемпионат мира 1/1 (документальный фильм)
- A casa mia 1/1 (короткометражный фильм)
- Приятных снов 0/10
- Признание 0/5
- Мина 0/2 (новый режиссёр)
- Перо 0/2
- Летние дни 0/2
- 7 минут 0/2
- Жизнь возможна 0/1
- Последние вещи 0/1
- Устика 0/1

(*) За исключением приза 3 Future Award